# 国道141号

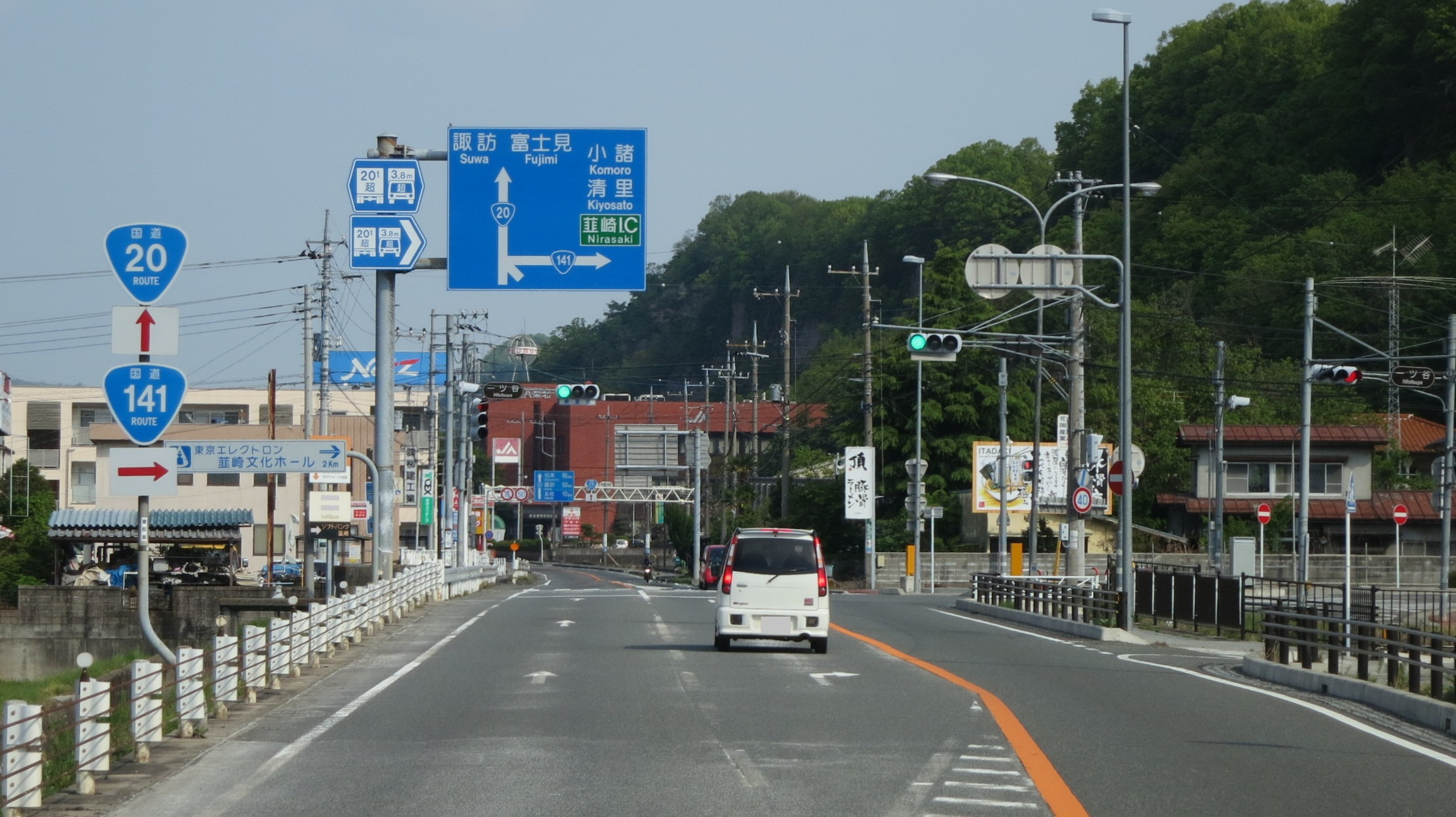
国道20号（重複区間）との分岐
山梨県韮崎市 一ツ谷交差点

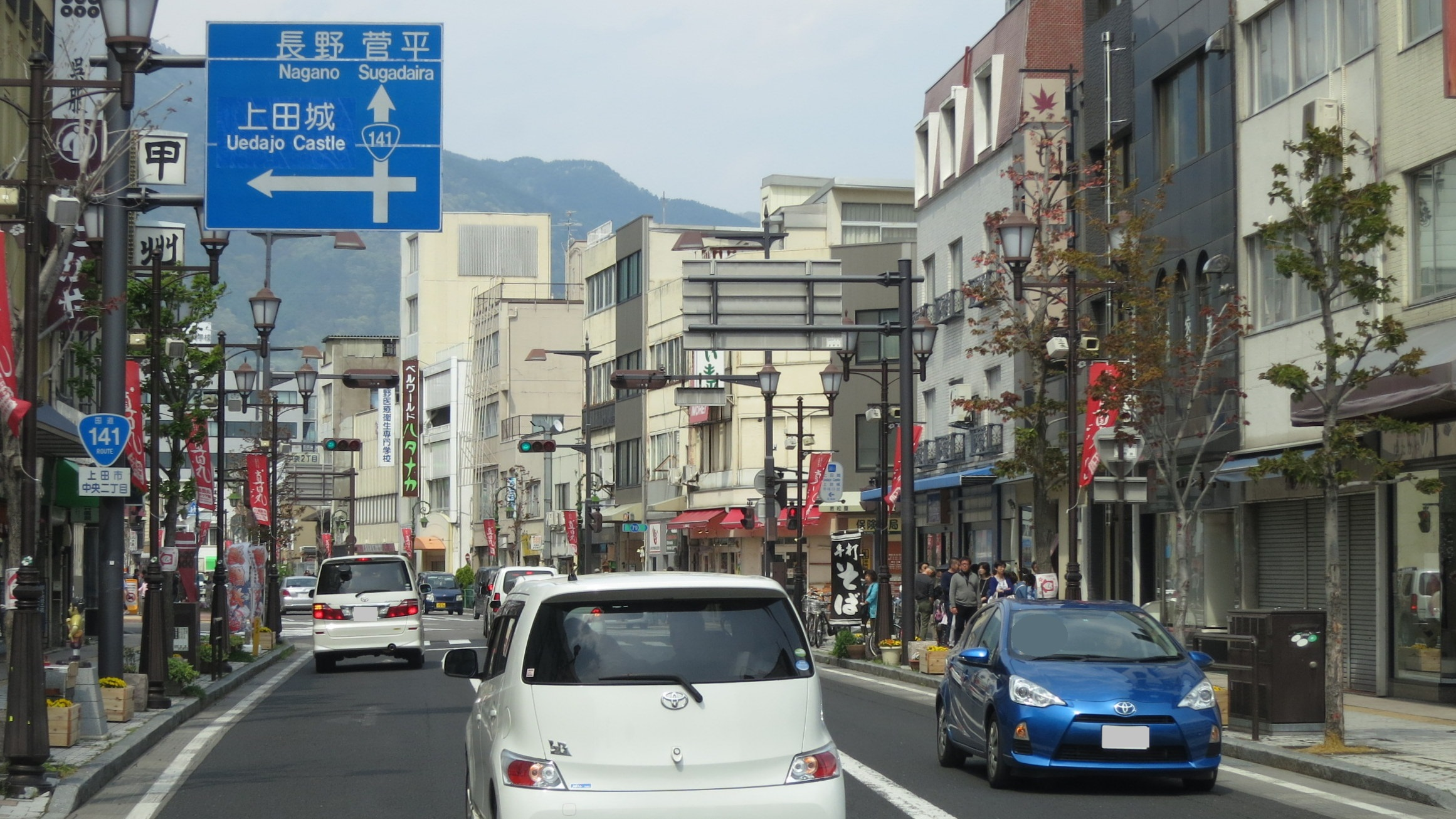
国道141号 終点付近
長野県上田市 中央二丁目

国道141号（こくどう141ごう）は、山梨県韮崎市から長野県上田市に至る一般国道である。

## 概要

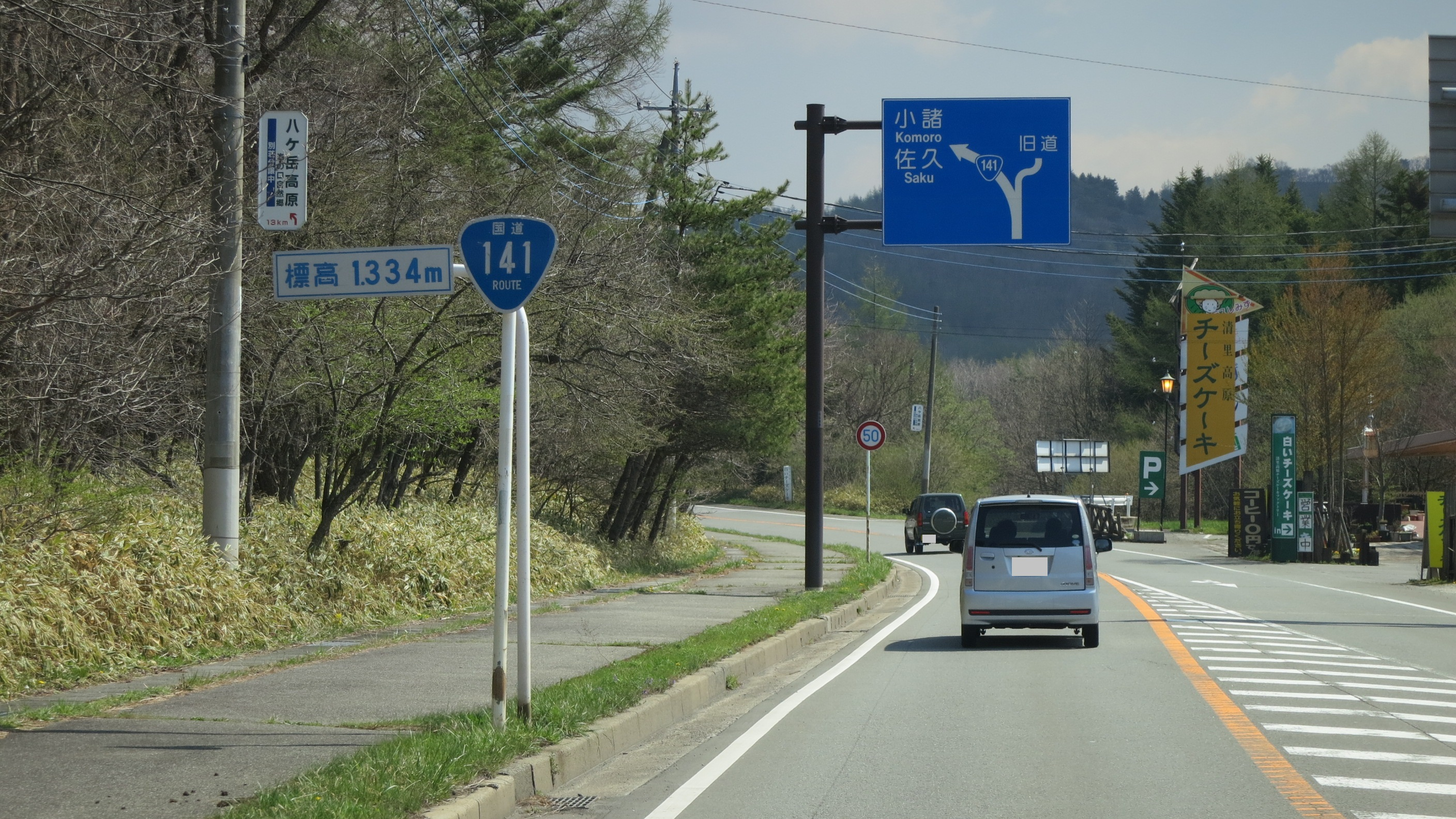
山梨県北杜市高根町
（2016年5月）

起点の韮崎市から、しばらく国道20号と重複した後、八ヶ岳の東側山麓を北上し、清里、野辺山といった高原地域を通過する。山梨県内では大部分を須玉川、長野県内では大部分を千曲川に並行する。小諸市と上田市の一部区間で国道18号と重複した後、上田市で終点を迎える路線である。
江戸時代には佐久市岩村田から韮崎市までの区間が佐久甲州街道と呼ばれた。

### 路線データ
一般国道の路線を指定する政令に基づく起終点および重要な経過地は次のとおり。
- 起点：韮崎市（船山橋北詰交差点 = 国道20号上、山梨県道6号甲府韮崎線支線終点、山梨県道42号韮崎南アルプス富士川線起点）
- 終点：上田市（中央北交差点 = 国道18号交点）
- 重要な経過地：長野県南佐久郡小海町、同郡八千穂村[注釈 2]、同郡佐久町[注釈 2]、佐久市、小諸市
- 総延長 : 122.8 km（山梨県 35.4 km、長野県 87.5 km）重用延長を含む。[2][注釈 3]
- 重用延長 : 31.2 km（山梨県 1.9 km、長野県 29.2 km）[2][注釈 3]
- 未供用延長 : なし[2][注釈 3]
- 実延長 : 91.6 km（山梨県 33.5 km、長野県 58.2 km）[2][注釈 3]
  - 現道 : 81.3 km（山梨県 27.6 km、長野県 53.8 km）[2][注釈 3]
  - 旧道 : 2.6 km（山梨県 2.6 km、長野県 - km）[2][注釈 3]
  - 新道 : 7.7 km（山梨県 3.3 km、長野県 4.4 km）[2][注釈 3]
- 指定区間：国道20号、国道18号と重複する区間（山梨県韮崎市・船山橋北詰交差点（起点） - 韮崎市・一ツ谷交差点、長野県小諸市・平原交差点 - 四ツ谷東交差点、小諸市・西原交差点 - 上田市・国分一丁目交差点）[3]

## 歴史
道路法（昭和27年法律第180号）に基づく二級国道として初回指定された路線のひとつである。国道指定当初は、起点が静岡県清水市にあったが、1963年（昭和38年）に起点側の清水市から韮崎市までの区間が一級国道52号として指定されたため、国道141号は残余区間である韮崎市から上田市までの路線となった。

### 年表
- 1953年（昭和28年）5月18日 - 二級国道141号清水上田線（清水市[注釈 4] - 上田市）として指定施行[4]。
- 1963年（昭和38年）4月1日 - 起点側の一部（清水市 - 韮崎市）が一級国道52号として昇格し[5]、残余区間は二級国道141号韮崎上田線（韮崎市 - 上田市）として指定施行[6]。
- 1965年（昭和40年）4月1日 - 道路法改正により一級・二級区分が廃止されて一般国道141号として指定施行[1]。

## 路線状況

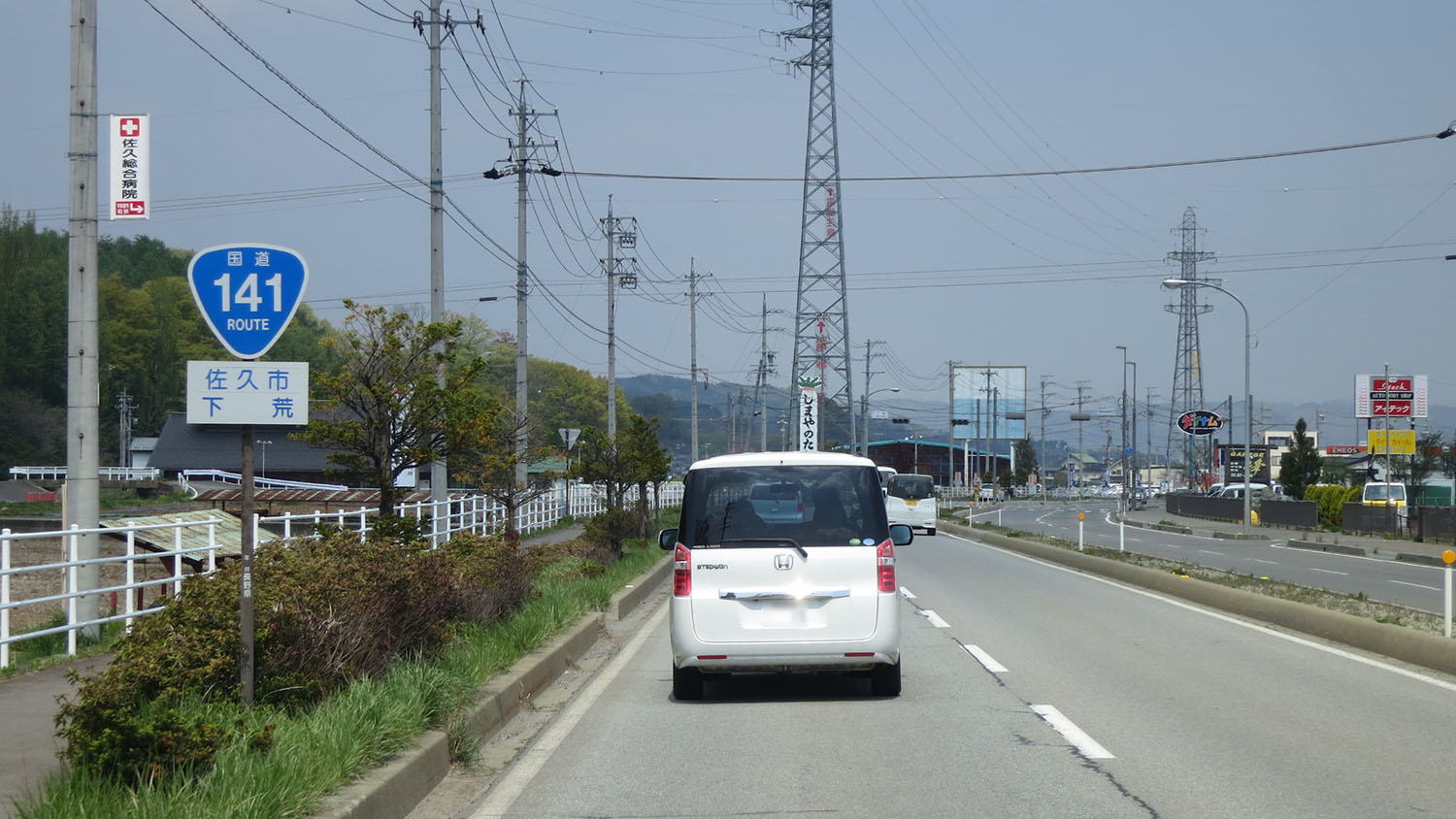
臼田〜野沢バイパス区間
長野県佐久市臼田諏訪

### 通称
- 清里ライン[7]
- 佐久甲州街道

### バイパス
箕輪バイパス
箕輪バイパス（みのわバイパス）は、山梨県北杜市高根町箕輪から同市高根町箕輪新町に至る延長4.0 kmのバイパス道路である。1990年（平成2年）に着工し、1999年（平成11年）に完成2車線として全線で供用を開始した。
道路建設にあたって実施された遺跡調査では、縄文時代の遺跡から土器が出土した。
臼田〜野沢バイパス
臼田〜野沢バイパス（うすだのざわバイパス）は、長野県佐久市下小田切の城山交差点から同市跡部の跡部北交差点に至る延長5.170 kmのバイパス道路である。1990年代中盤に暫定2車線として全線で供用を開始して旧道の安全性は向上したが、交通集中によってバイパス道路において渋滞が発生するようになったため、中部横断自動車道の建設に合わせて2004年（平成16年）より計13.0 mの4車線車道と3.5 mの歩道を両側に配置する全幅25.0 mの道路へ改築事業に着手することとなった。以後は段階的に供用を開始し、2009年（平成21年）3月26日に城山交差点から跡部交差点にかけての4車線化事業全区間が完成供用した
長土呂〜御影新田バイパス
長土呂〜御影新田バイパス（ながとろみかげしんでんバイパス）は、長野県佐久市大字長土呂の佐久IC西交差点から小諸市大字御影新田の美南交番前交差点に至る延長約2.4 kmのバイパス道路である。
当初暫定2車線（道路幅員14.0 m）で開通。広域幹線道路の一部であるのに加え小諸市方面から北陸新幹線佐久平駅へのアクセス路となるなど、佐久市・小諸市域において交通量が増加し、また2006年には中部横断自動車道との接続が決定してさらなる交通量増加が見込まれた事から、混雑解消やそれに伴う事故低減・安全確保を目的に、長野県を事業主体とし2008年度から3年間かけて4車線化拡幅された。道路規格は第4種第1級で、往復4車線で道路幅員は25.0 m、設計速度は60 km/h。

### 重複区間

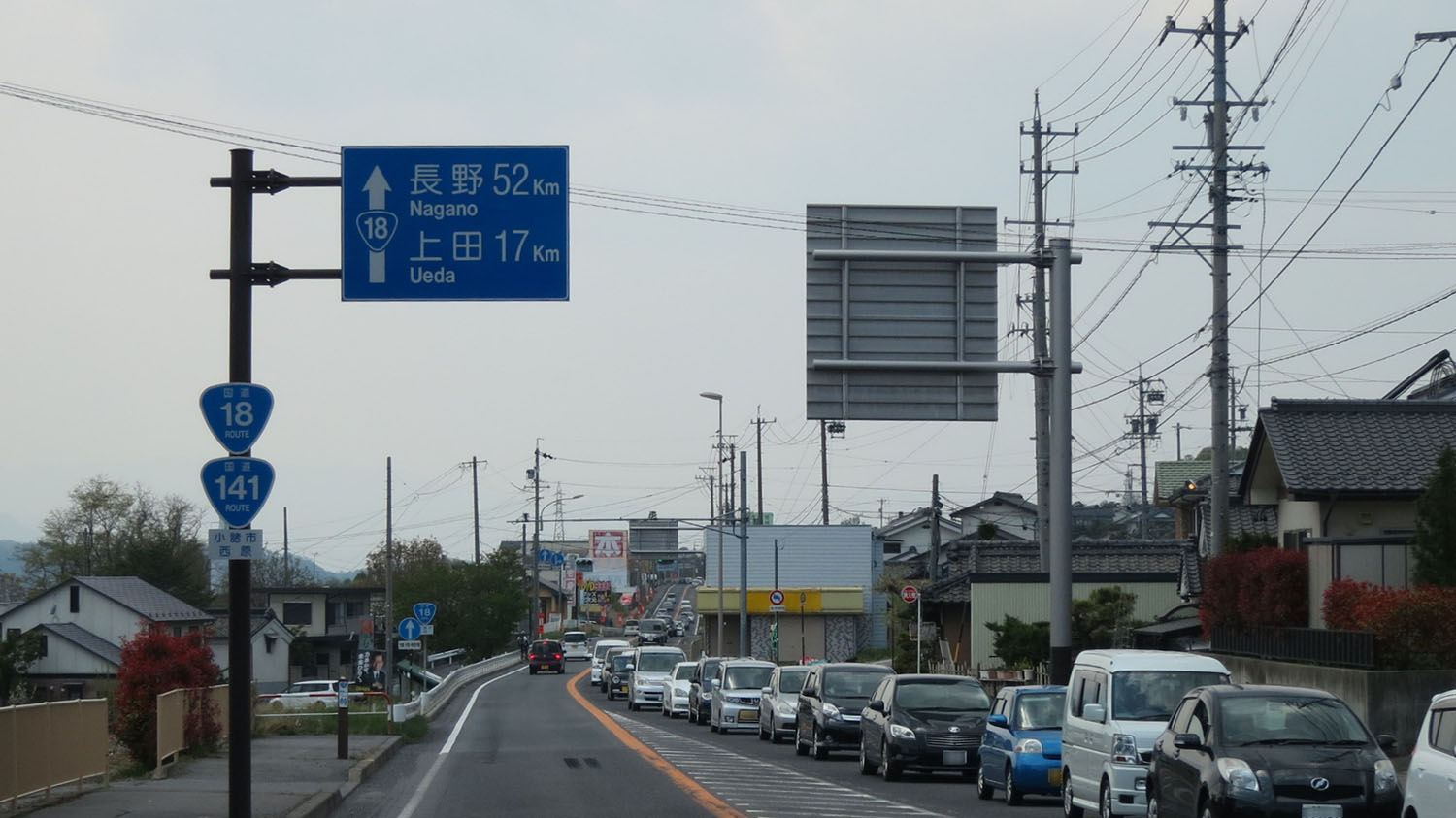
国道18号との重複
長野県小諸市丙

- 国道20号（山梨県韮崎市・船山橋北詰交差点（起点） - 韮崎市・一ツ谷交差点）
- 国道299号（長野県南佐久郡佐久穂町・清水町交差点 - 南佐久郡佐久穂町・千曲病院入口交差点）
- 国道462号（長野県南佐久郡佐久穂町・千曲病院入口交差点 - 佐久市・跡部交差点）
- 国道142号（長野県佐久市・跡部交差点 - 小諸市・平原交差点）
- 国道18号（長野県小諸市・平原交差点 - 小諸市・四ツ谷東交差点）
- 国道18号（長野県小諸市・西原交差点 - 上田市・国分一丁目交差点）

### 道路施設

#### 橋梁
- 浅蓼大橋（佐久市・千曲川）
- 中込大橋（佐久市・滑津川）
- 鳴沢橋（佐久市・湯川）
- 平原大橋（小諸市・しなの鉄道線）

#### トンネル
- 七里岩トンネル（韮崎市）

#### 道の駅
- 山梨県
  - にらさき（韮崎市）
  - 南きよさと（北杜市）

## 地理

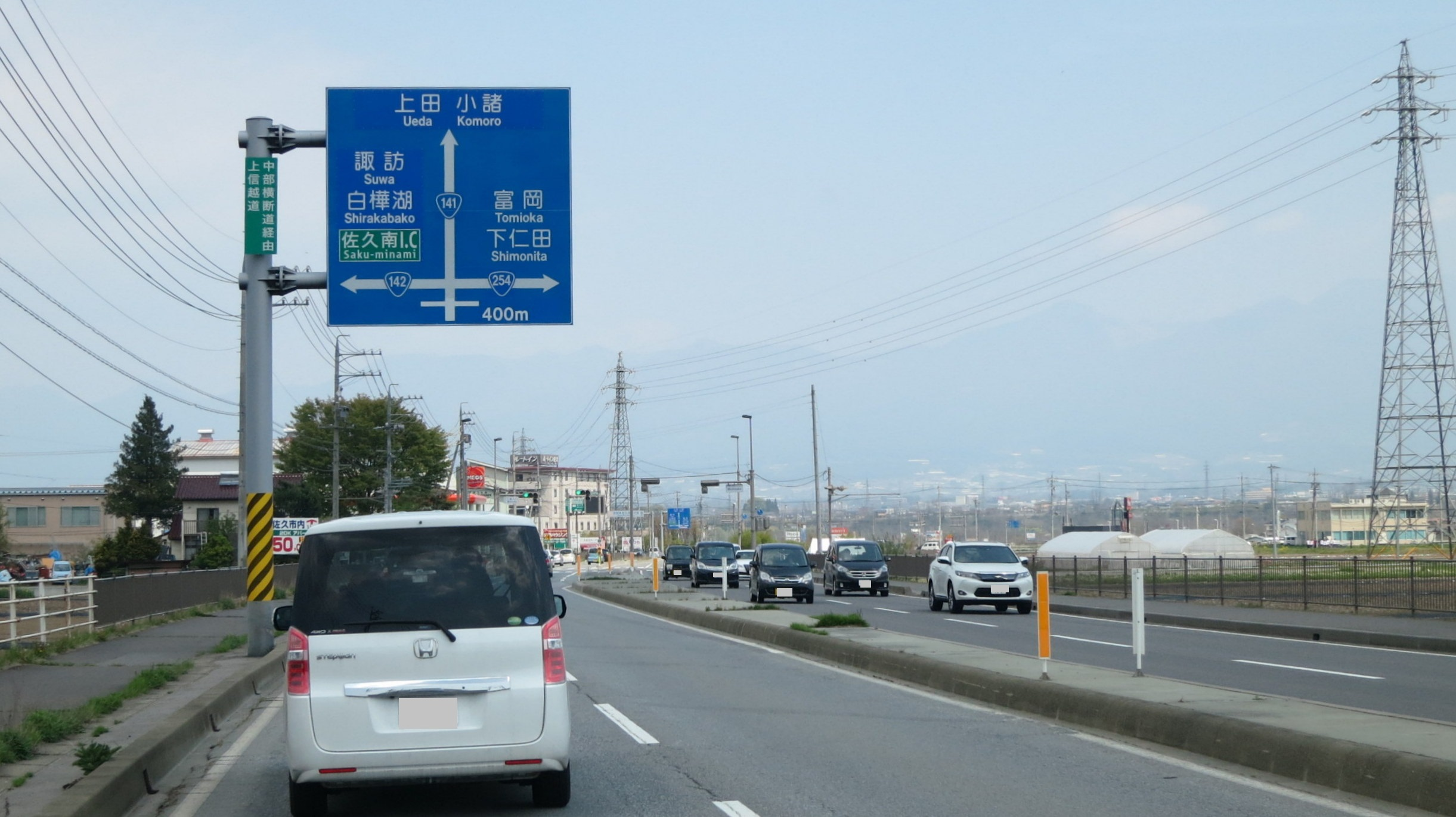
国道142号・国道254号との分岐
長野県佐久市三塚

### 通過する自治体
- 山梨県
  - 韮崎市 - 北杜市
- 長野県
  - 南佐久郡南牧村 - 南佐久郡小海町 - 南佐久郡佐久穂町 - 佐久市 - 小諸市 - 東御市 - 上田市

### 交差する道路
山梨県韮崎市
- 国道20号・山梨県道6号甲府韮崎線・山梨県道42号韮崎南アルプス富士川線: 船山橋北詰交差点（国道20号は一ツ谷交差点まで重複）
- 山梨県道27号韮崎昇仙峡線: 東中学校前交差点
- 山梨県道23号韮崎増富線: 駒井交差点

山梨県北杜市
- 山梨県道41号須玉インター線: 須玉インター入口（間接的に中央自動車道須玉IC）
- 山梨県道28号北杜八ヶ岳公園線: 西川橋西詰交差点
- 山梨県道32号長坂高根線・山梨県道619号箕輪須玉線: 高根駐在所前交差点
- 山梨県道・長野県道11号北杜富士見線: 清里交差点
- 山梨県道28号北杜八ヶ岳公園線: 清里トンネル東交差点

長野県南佐久郡南牧村
- 長野県道68号梓山海ノ口線: 海ノ口

長野県南佐久郡佐久穂町
- 国道299号: 清水町交差点（千曲病院入口交差点まで重複）
- 国道299号・国道462号: 千曲病院入口交差点（国道462号と佐久市まで重複）

長野県佐久市
- 長野県道93号下仁田臼田線: 城山交差点、城山北交差点
- 国道142号・国道254号: 跡部交差点（国道142号と小諸市まで重複）
- 群馬県道・長野県道44号下仁田浅科線: 浅間中学西
- 中部横断自動車道: 佐久北IC

長野県小諸市
- 国道18号・国道142号: 平原交差点（国道18号と四ツ谷東交差点まで重複）
- 長野県道78号佐久小諸線: 御幸町交差点
- 長野県道40号諏訪白樺湖小諸線: 与良町3丁目
- 長野県道40号諏訪白樺湖小諸線: 本町交差点
- 長野県道79号小諸上田線: 市町5丁目
- 国道18号: 西原交差点（上田市まで重複）

長野県東御市
- 長野県道94号東御嬬恋線: 牧家交差点
- 長野県道4号真田東部線: 菅平入口交差点
- 長野県道81号丸子東部インター線: 常田交差点

長野県上田市
- 国道152号：大屋交差点
- 国道18号：国分一丁目交差点
- 長野県道77号長野上田線：中央一丁目交差点
- 国道18号：中央北交差点

## 佐久甲州街道
中山道岩村田宿と甲州街道韮崎宿を結ぶ街道で、以下の人馬継ぎ立場が置かれた。
- 岩村田 - 野沢 - 臼田 - 高野町 - 上畑 - 海尻 - 海ノ口（以上、長野県） - 平沢 - 長沢 - 若神子 - 中条 - 韮崎（以上、山梨県）

## ギャラリー

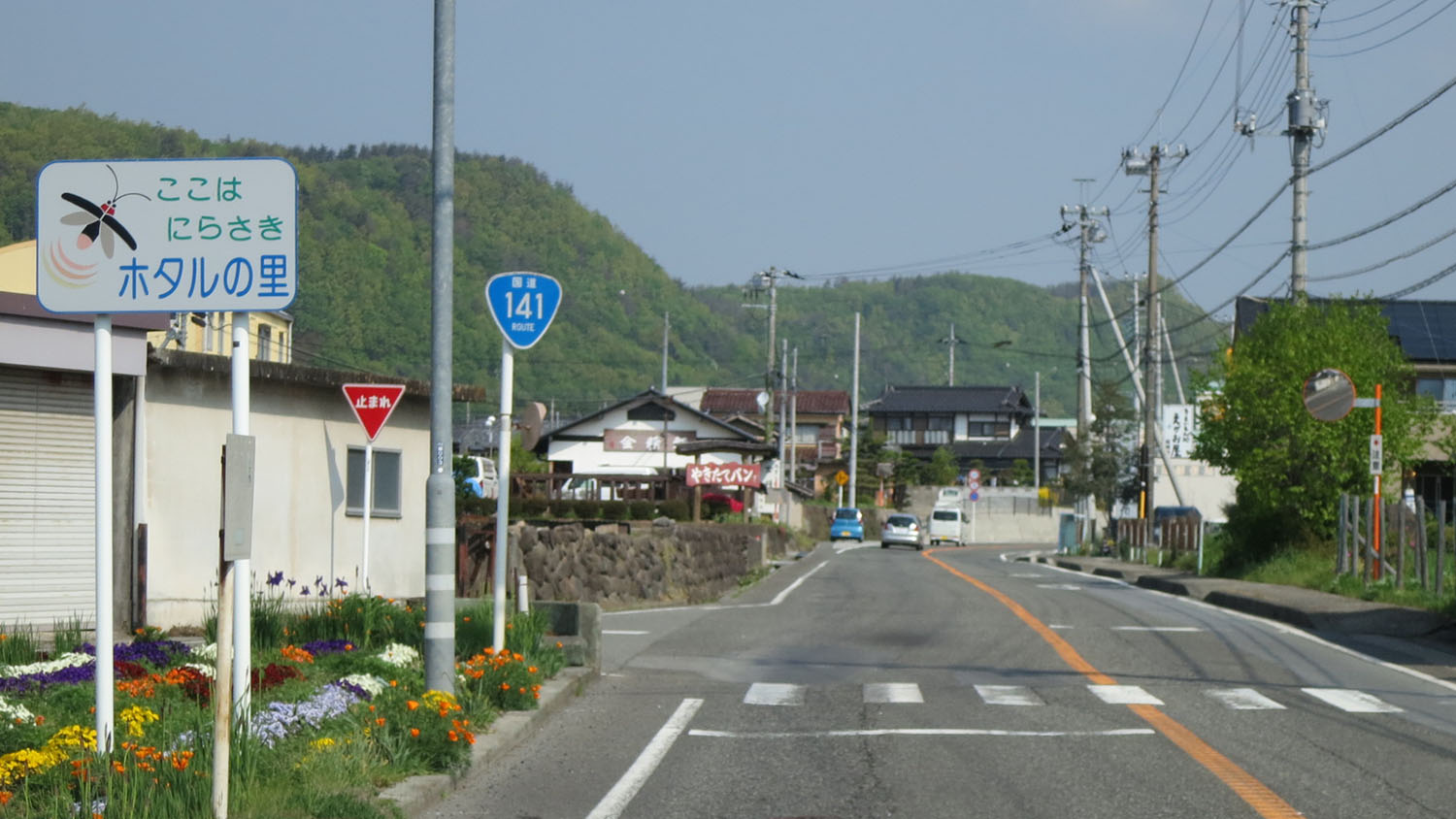
山梨県韮崎市中田町
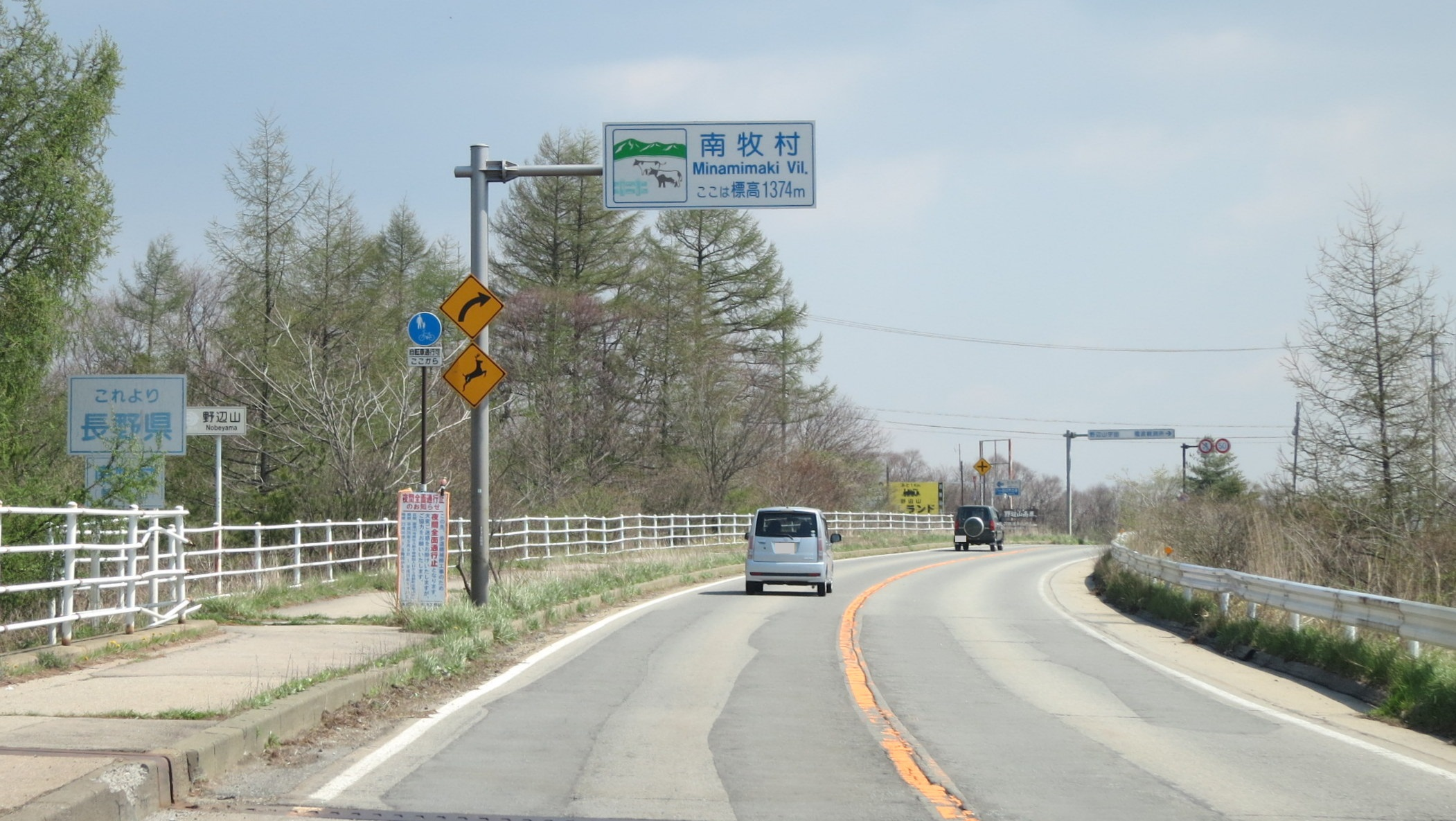
長野県境 長野県南佐久郡南牧村
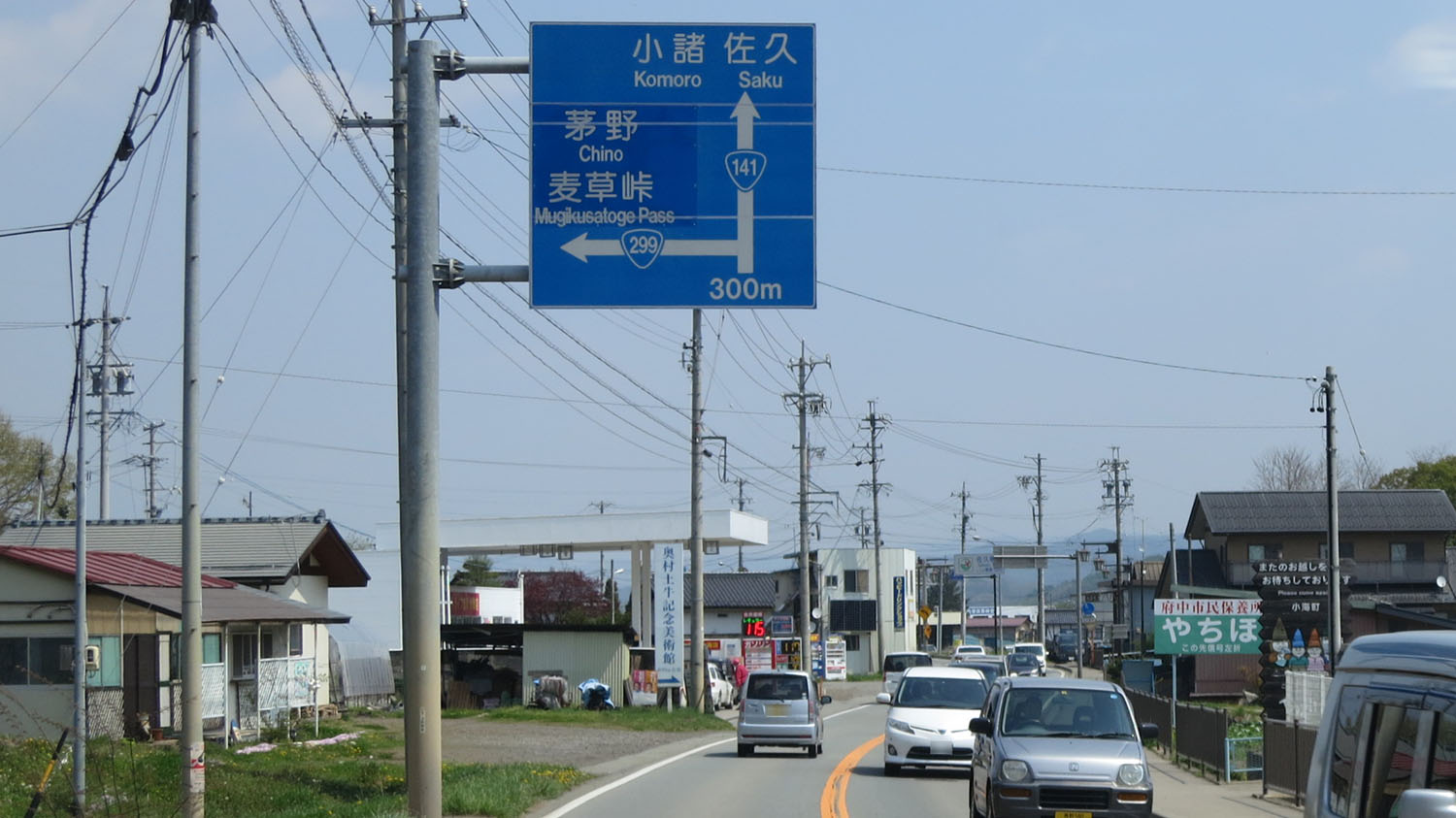
国道299号との分岐 長野県南佐久郡小海町
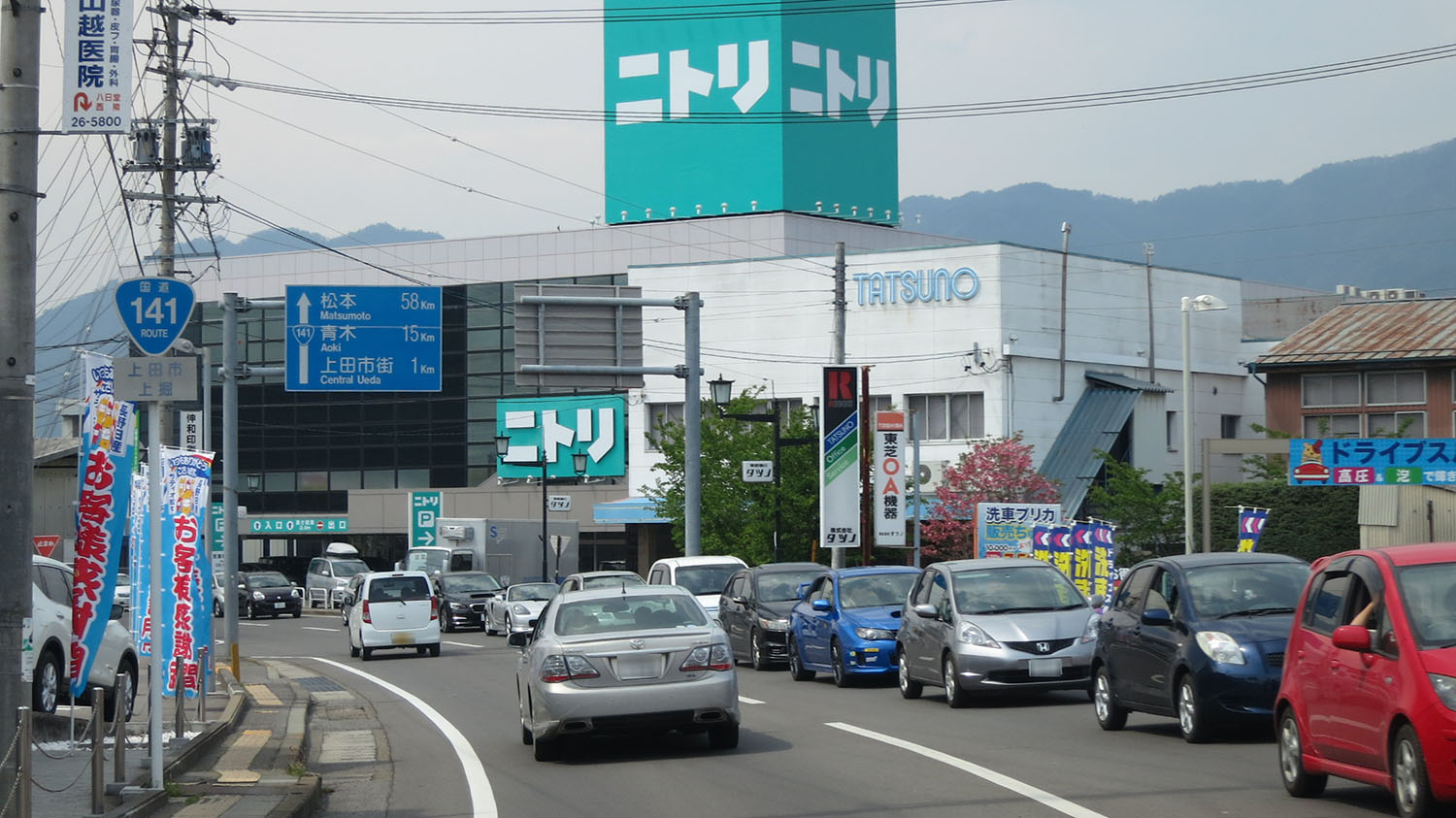
長野県上田市国分